# Hydraena achaica
Hydraena achaica är en skalbaggsart som beskrevs av Manfred A. Jäch 1995. Hydraena achaica ingår i släktet Hydraena och familjen vattenbrynsbaggar. Inga underarter finns listade i Catalogue of Life.